# Долина кукол
«Долина кукол» (англ. Valley of the Dolls) — американский роман с ключом авторства Жаклин Сюзанн, изданный в 1966 году. Роман, проданный тиражом свыше 30 млн экземпляров, стал крупнейшим бестселлером десятилетия. Экранизирован в 1967 году.

## Содержание
Действие романа происходит сразу по окончании Второй мировой войны и показывает хронологию жизни трёх молодых женщин, которые начинают свои профессиональные карьеры, доводят их до невообразимых высот и затем сами же уничтожают себя.
Под «куклами» герои романа подразумевают барбитураты, а под «долиной кукол» — Голливуд, из-за того, что многие голливудские звёзды злоупотребляют «куколками».

## Прототипы
Жаклин Сюзанн принесла в издательство рукопись романа, напечатанную заглавными буквами на розовой бумаге.
Считается, что прототипом Нили О’Хара послужила Джуди Гарленд, а прототипом Дженнифер — Кэрол Лэндис. Этель Мерман — звезда бродвейских мюзиклов и кумир автора — изображена в романе под именем Элен Лоусон.